# تیپ توحید
تیپ توحید (به عربی: لواء التوحيد) یکی از گروه‌های درگیر در جنگ داخلی سوریه است و از اعضای ائتلاف جبهه اسلامی به شمار می‌رود. تیپ توحید نیرومندترین سازمان مخالفین اسد در شهر حلب و مناطق اطراف حلب محسوب می‌شود. آنان یک گروه اسلامی میانه‌رو و عضو ائتلاف جبهه اسلامی هستند و بیشتر در نواحی روستایی استان حلب مشغول نبرد هستند. علاوه بر جبهه حلب در استان ادلب نیز حضور دارند. نفرات آنها از کسانی انتخاب شده است که روی آنها شناخت دارند و کسی را از جداشدگان رده بالای ارتش به خدمت نمی‌گیرند.
به گفته رسانه‌های بین‌المللی این گروه مورد حمایت قطر است و با اخوان‌المسلمین نیز ارتباطاتی دارد.